# Pouteria sagotiana
Pouteria sagotiana là một loài thực vật thuộc họ Sapotaceae. Loài này có ở Brasil, Guyane thuộc Pháp, Guyana, và Suriname.